# 新SD戦国伝 七人の超将軍編
新SD戦国伝 七人の超将軍編（しんエスディーせんごくでん しちにんのちょうしょうぐんへん）は、武者ガンダムシリーズの第6作である。漫画版のタイトルは『新武者ガンダム 七人の超将軍』。

## 概要
プラモデルBB戦士の組立説明書に掲載されている漫画『コミックワールド』と、『デラックスボンボン』(1994年2月号～1995年1月号)での漫画連載（漫画：神田正宏）で展開された。
本作では、SDサイズから8頭身（本家ガンダムシリーズでのモビルスーツの大きさに相当）に変形する通称「リアル武者」が登場。プラモデルでも人気となり、以降のシリーズでもリアル武者の登場が恒例となった。また、本シリーズからラメパーツが多くなった。
登場人物は主に『機動戦士Vガンダム』などのキャラクターや兵器がモデルになっている。また、七人の超将軍の大半は旧作の大将軍がモデルとなっており、プラモデルではそれぞれのモデルとなったキャラクターの装備を取り付ける事ができる。
「天の島」(スペースコロニー)の登場など、舞台が宇宙にまで及ぶスケールの大きい作品であり、シリーズでも非常に人気の高い物語である。

## あらすじ
闇帝王との戦いから十数年が経ち、新世大将軍は轟天頑駄無の娘・姫天頑駄無と結ばれ、天宮を治めていた。
しかしある日、天宮・影舞乱夢・赤流火穏の空高くに古代より点在する「天の島」の内二つが突然落下。影舞乱夢と赤流火穏に大きな被害をもたらし、同時に天宮でも多数の怪物が暴れ回るという事態に陥ってしまう。
新世大将軍はこの一連の事態をかつて打ち破った魔殺駆率いる新生闇軍団によるものと見て自ら出陣の準備を進めていたが、ある日突然大将軍の鎧の頑駄無結晶が七つに砕け、天宮中に飛び散ってしまう。
天宮に「天の島」が落下することを阻止するため、結晶鳳凰の破片である閃光結晶(ビームクリスタル)を持つ七人の超将軍たちと、新世大将軍の息子である飛駆鳥、舞威丸は大いなる巨人が眠るとされる悪無覇域夢山へと向かうのだが……。

## 登場人物
括弧内はモチーフとなった兵器・キャラクター。ただし、モチーフについて公式には発表されていないので諸説ある。

### 天宮

#### 大将軍家
不論帝悪村の若者であった烈光こと新世大将軍が、天宮最大の実力者であり師匠である轟天頑駄無の元へ婿入りした事で発足した、天宮二つ目の大将軍家。以降、最も新しい時代である武者○伝まで形を変えて存続する。
武者飛駆鳥＜ムシャビクトリー＞（V2ガンダム）
本作の主人公。新世大将軍の長男で、幼名は武威ノ進。幼い頃から勉学そっちのけで、剣聖副将軍や真駆参について剣術の稽古ばかりしていた。正義感が強く、結晶鳳凰を失った父の目を盗んで超将軍達について行き、新生闇軍団と戦う。凄まじい潜在能力を秘めており、ストーリーが進行するにつれて、その天才的な力を徐々に解放していった。鋼鉄迦楼羅（メタルガルーダ）と合体して金色の羽衣を装備（なお、鋼鉄迦楼羅を装備した姿のモチーフはV2アサルトバスターガンダムである）。必殺技は、精神を集中させてそのパワーを匠殺駆が作りし名刀“烈旋丸”に注ぎ込み、鋭く切りつけると衝撃波が竜巻となって敵をなぎ倒す「飛燕竜巻返し｣。
武器
烈旋丸/鋼鉄迦楼羅＜メタルガルーダ＞
BB戦士 No.126。鋼鉄迦楼羅を他の超将軍や前作の轟天頑駄無に装備させることも可能。
飛駆鳥超将軍 / 飛駆鳥大将軍（V2ガンダム）
飛駆鳥が、真の怒りと悲しみを知り、自分の甘えをすべて捨て去り、己の力をすべて解放し大将軍となった姿。超将軍と大鋼からすべての閃光結晶を授かっている。軽装状態の超将軍が、結晶鳳凰の変化体、迦桜羅鳳凰（ガルーダフェニックス）を身にまとい大将軍形態となる。大輝煌鳳凰（マクシマスフェニックス）と鳳凰要塞艦（フェニックスフォートレス）に変型する。必殺技は、精神を極限まで集中することで烈旋鳳凰丸から金色の竜巻波を放つ「金剛飛燕竜巻返し」。歴代最強の大将軍といわれている。
武器
烈旋鳳凰丸/討魔八絋剣/鳳凰の軍配/大目牙閃光撃砲＜オメガビームスマッシャー＞
BB戦士 No.139。No.120 新世大将軍の翼を装備できる。

舞威丸＜ブイマル＞（Vダッシュガンダム）
新世大将軍の次男。兄とは反対に勉学が好きで、外国に留学していたが天宮の危機を知り急遽帰国、兄と共に新生闇軍団と戦った。大鋼の操縦者に選ばれる。背中の大波帆駆砲＜オーバーハングキャノン＞は、大鋼の武器と合体し迦桜羅守羽多＜ガルーダシューター＞となる。
次回作の新SD戦国伝 超機動大将軍では、主人公の武者號斗丸へと成長する。
武器
閃光扇＜ビームファン＞/大波帆駆砲＜オーバーハングキャノン＞
BB戦士では大鋼とセット（ちーびー戦士仕様）。
新世大将軍（ガンダムF91）
前作の主人公で、現在の天宮の領主。飛駆鳥と舞威丸の父。天の島落下事件の裏に新生闇軍団の復活が関わっていることを察知したが、突如大将軍の鎧に装着されている結晶鳳凰（心凰・技凰・体凰）が七つに砕け散り各地に飛び散り、同時に病に倒れた。漫画版では、暗黒結晶鳳凰（ダーククリスタルフェニックス）に心凰を壊され、その傷が原因で技凰、体凰も砕け散ったとある。自分を暗殺しに潜入した鉄斗羅を説得し改心させている。
本最終回を最後にコミックワールドの本編に出てこないが、死亡した訳ではなく大将軍職を息子に譲った後は隠居している為、表に出ないだけである（番外編などに登場しており、號斗丸からは「親父殿」と呼ばれている）。
轟天頑駄無＜ゴウテンガンダム＞（プロトタイプガンダム）
衛府弓銃壱・流星・月光の師であり新世大将軍（衛府弓銃壱）の義父、飛駆鳥たちの母方の祖父。現在は隠居している模様。BB戦士 No.110。
姫天頑駄無＜ヒテンガンダム＞（ワイツミラージュ）
轟天の娘で新生大将軍の妻。飛駆鳥と舞威丸の母。

#### 頑駄無軍団
剣聖副将軍流星
烈空頑駄無が出世した姿。武器は翼心丸と邪射鳥＜ジーバード＞。
隠密副将軍月光
烈破頑駄無が出世した姿。武器は邪封丸と強爆銃＜ストロンググレネード＞。
新世将頑駄無
頑駄無真駆参が出世した姿。武器は参叉の槍と目牙光銃＜メガビームガン＞。

#### 七人の超将軍
荒鬼頑駄無＜コウキガンダム＞（四代目頑駄無大将軍）（ガンダムNT-1）
超将軍のリーダー格。かつての四代目大将軍が鬼退治をしたとの伝説が残る於雄得山の出身。村々を荒らす悪党共を鬼の面にマントという姿で成敗する所から「正義の鬼将軍」と呼ばれ、四代目頑駄無大将軍の再来と言われている。流派は正段抜刀流。シイタケが苦手。好物はおしるこ。飛勇鶴形態に変型する。
武器
鬼切丸/鬼封力の盾/鬼功砲
BB戦士 No.123。『天下統一編』の天・雷・地の神器を装備することができる。
雷鳴頑駄無＜ライメイガンダム＞（二代目頑駄無大将軍）
剣聖副将軍の門下生で、閃光結晶に選ばれた超将軍。言葉遣いは丁寧だが、どこか高飛車で高圧的になってしまう。雷砲の名手であるため、二代目頑駄無大将軍の再来ではないかと言われている。稲妻雷撃形態に変型する。
武器
迅雷剣/爆雷弾倉＜グレネードポッド＞/雷砲・稲妻
BB戦士 No.125。『武者七人衆編』の武者七人衆の兜飾りを装備することができる。
獣王頑駄無＜ジュウオウガンダム＞（初代頑駄無大将軍）
天宮各地を渡り歩き、大自然の声を聞くことができるようになった修験者。修行の末、四獣王と会話できる能力を身に付けたため、初代頑駄無大将軍の再来と言われている。四聖獣変化形態に変型する。シイタケが大好き。コミック版では博多弁。
武器
鎖凄勢刃＜チェーンセイヴァー＞/號獣神剣
BB戦士 No.127。『天下統一編』の四獣王の武具を装備することができる。
天地頑駄無＜テンチガンダム＞（三代目頑駄無大将軍）
行商人などの護衛を生業とする山賊の頭領。閃光結晶に選ばれ、超将軍となる。頭より体が先に動く性格で、頭に血がのぼると手がつけられなくなる。五つの力を宿した剣や銃を使いこなし、民衆のために戦う姿から、三代目頑駄無大将軍の再来ではないかと噂されている。璽威フォートレス形態（Gフォートレス）に変型する。必殺技は星珠の太刀で猛烈な回転斬りを繰り出す激震怒涛斬り。
光亜兵衛（コアベエ）という子分がおり、情報収集や超将軍同士の連絡を行い、天地をサポートしている。
武器
星珠の太刀/五星の小太刀/速連射種子島＜フルオードタネガシマ＞/種子島怒羅轟＜タネガシマドラグーン＞/超射程大目牙＜ロングレンジオメガ＞
BB戦士 No.128。『風林火山編』の新生武者五人衆の武器を装備することができる。
千力頑駄無＜センリキガンダム＞ / 魔将軍千力（千生将軍 / ザクレロ）
千生将軍のその後の姿。この世の悪を一掃するために諸国を巡り、世直し将軍のアダ名で呼ばれる。新生闇軍団の斬首の面＜ザンネックのめん＞により洗脳され、魔将軍千力となって超将軍の前に立ちふさがった。舞威丸と爆流の活躍により洗脳が解け、超将軍として新生闇軍団と戦う。バナナが大好き。愛馬・烈堂馬虎（レッドバトラー）は、千力の鎧となる。
武器
無敵千勝剣/炎馬力砲＜フレイムフォースキャノン＞
BB戦士 No.133。千生大将軍、雷帝千生神将軍の鎧を装備することができる。
爆流頑駄無＜バクリュウガンダム＞（シャイニングガンダム / 飛天頑駄無超将軍 ）
からくり一門出身の発明家で、発明したからくりは星の数ほどと言われている。飛天頑駄無超将軍・大牙頑駄無超将軍は兄。二刀流の使い手で、格闘術にも長ける。コミック版では関西弁。後に舞威丸の師匠になったり、大鋼を模した鉄機武者を開発している。必殺技は爆狼疾風拳。
超機動大将軍編、武神輝羅鋼編でも超将軍を務めていたと明言されていたが、弟子の撃流破頑駄無が超将軍になっている事から、武神輝羅鋼編の途中で役職を退いたものと思われる。
武器
爆空刃/戦闘削岩機/爆炎剣/水流刀
BB戦士 No.135。飛天頑駄無超将軍の魂駆羅星、大牙頑駄無超将軍の魂大牙を装備することができる。
牙忍鉄斗羅＜がにんテトラ＞ / 鉄斗羅頑駄無＜テトラガンダム＞（ガーベラ・テトラ改 / ガンダムGP04 / 殺駆頭）
元は新生闇軍団の一員であったが、新世大将軍と出会った事で改心し、隠密副将軍の下で密偵を務めていた。闇と光の狭間で生きる宿命が、かつての殺駆頭のようだと語られている。吏偶遮光の張った結界を破るため、光魔重撃破を放ち、死んだと思われていたが、結晶鳳凰の力により新たな姿を与えられ、鉄斗羅頑駄無として復活する。牙忍時代の闇の鎧を盾として扱える。
武器
闇の魔爪/牙忍変幻刀/光魔の盾/長強閃光銃＜ロングビームライフル＞
BB戦士 No.137。『風林火山編』の暗黒のかけらを装備することができる。

#### 未知の存在
機動武者 大鋼＜だいはがね＞
かつて天宮を救ったと言われる古の巨大武者。
その正体は巨大なカラクリによって動く人形であり、同一世界である騎士ガンダム世界の機兵に相当。『風林火山編』の時代に火炎の駄舞留精太によって設計図が発見され復元された物。その際に耐熱・耐圧・耐結界用の防御形態「剛鋼形態」への変形能力を付与され、悪無覇域夢山に封印されていた。
設計図を描いた者が誰であるかは明確に書かれなかったが、後の武者○伝の時代において、錬金術と呼ばれる技術がかつて存在し、錬金術によって鉄機武者が作られた事から、後の世で鉄機武者のプロトタイプである大鋼は、この錬金術によって作られた物である事が判明する。
本来は「太陽鋼砲」なる名であったが、設計図の欠損が激しかったために「大鋼」の文字しか残っておらず、やむなく駄舞留精太はその字を復元した巨大武者の肩に刻み付けた。それを舞威丸が「ダイハガネ」と読み、以後「大鋼（だいはがね）」の名で呼ばれるようになった。
武器
大鉄拳/大刃剣/大號銃＜ダイゴウガン＞/太陽鋼砲
BB戦士 No.130。操縦者の舞威丸とセット。七人の超将軍の武器を装備することができる。また、キットでは飛駆鳥大将軍と合体して飛駆鳥大鋼に組み替えられる。
新生闇軍団との戦いの後、永らく天宮の上空を漂っていたが、のちに『武者烈伝 武化舞可編』で烈火武者頑駄無の魂と一体化し復活を果たす。BB戦士 No.130の流用というかたちでこの状態のキットも発売され、No.283として『武者烈伝』のシリーズラインナップに加わっている。

### 新生闇軍団
魔殺駆＜マザク＞ / 覇道武者 魔殺駆＜ハドウムシャ マザク＞（高機動型ザクII後期型 / ゾロアット / ゾリディア）
前回の敗北から生き延び新生闇軍団を組織した首領。実は遮光に蘇らされた死霊武者で「ぷろぐらむ」に従って行動している。だが、闇魔神復活のための媒介にされる直前、反抗して逆に闇の力を吸収、覇道武者となった。続編である『超機動大将軍(ボンボン版のみ)』『武神輝羅鋼(コミックワールド版・ボンボン版両方)』でも復活。さらに時代が下ってから『ムシャ戦記 光の変幻編』においても天魔大帝の力によって復活。天魔大帝の分身の一体であることが判明する。
後にGUNDAM EVOLVE.. / 14で再登場する。
武器
妖刀・黒刃/殺駆魔神銃＜ザクマシンガン＞/妖撃剣/二連新黒星砲/牙斗輪愚弾倉＜ガトリングポッド＞
BB戦士 No.131。遮光とセット。『武者七人衆編』の闇皇帝の黒星砲を装備することができる。
呪術師 遮光＜ジュジュツシ シャッコー＞ / 闇魔神 吏偶遮光＜ヤミマジン リグシャッコー＞（シャッコー / リグシャッコー / ドラス）
新生闇軍団の幹部。正体は前作で倒された闇帝王の魂の化身。死霊武者として復活させた魔殺駆と他の死霊武者達を吸収して闇魔神として復活しようとしたが失敗し、自身は魔力で闇魔神・吏偶遮光の姿をなんとか保っている。
コミックワールド版では演出の都合か、闇の結界でパワーアップしたかは不明だが、徐々に巨大化しており、千力編までは通常の武者と同じ大きさだったが、爆流編で大きさが曖昧になり（まだ、通常武者と同じ大きさに見えなくはない）、鉄斗羅編で急激に巨大化、最終的には大鋼と変わらぬ大きさになっている。
武器
まやかしの錫杖
BB戦士では覇道武者 魔殺駆とセット。闇魔神 吏偶遮光も組替えで再現可能。
パロディとして『仮面ライダーZO』に登場したネオ生命体「ドラス」のエッセンスが盛り込まれている。
超呪導武者クラヤミ
遮光が魔殺駆にも知らせず建造した巨大兵器。死霊武者と魔殺駆を吸収し闇帝王の新たなボディとなるはずだったが、魔殺駆に乗っ取られ覇道武者のボディとなった。
武器
新黒星砲
部下として悪悲故留＜アビゴル＞、紅亭尾＜コンティオ＞、怒護羅＜ドッゴーラ＞。召喚された死霊武者黄虎璽、大蛇飛駆塞虫、地獄牙兄弟やからくり巨大兵器呪導武者（コミックワールド版では黒魔神闇皇帝の背面に艦橋が付きアドラステアを意識したものとなっているが、コミックボンボン版では上半身が黒魔神闇皇帝で下半身がキャタピラになっている。これらの個数は2体確認されている）らを擁する。

## 用語
超将軍
閃光結晶（ビームクリスタル）に選ばれた武者が持つ称号。荒鬼ら七人は過去の大将軍等の再来と言われている。
頑駄無軍団の正式な地位としては、軍団から離れ独立行動できるものをさす。
後のシリーズではこの地位の名前としての超将軍の称号が一般化した。
初出は『超戦士ガンダム野郎』からの逆輸入キャラクター、飛天頑駄無超将軍と大牙頑駄無超将軍。

## コミックワールドと漫画版との相違点
- 上記の通り、新世大将軍の結晶の割れ方が違う。
- コミックワールドでは天の島は太陽鋼砲で消滅したが、漫画版では大鋼が天の島と共に消滅した。また、飛駆鳥超将軍が天の島の内部へと入る。
- コミックワールドでは飛駆鳥は真の怒りと悲しみを知り転生したが、漫画版では新世大将軍に諭され転生した。

## 備考
本作ではデラックスボンボン誌1994年4月号においてに敵キャラデザインの読者公募が行われた。だが発表においては最優秀賞が決定せず、「読者の意見を反映した」という体裁で魔殺駆と呪術師 遮光の強化版(商品化された際のデザイン)と魔将軍千力が発表された。公募から最終選考までに残ったキャラクターとして、巨獣怒護羅、鹿殺駆、邪王頑駄無、闇機動武者悪悲故留、魔僧屠武吏悪頭、紅停尾暗黒将軍が採用されている。
雑誌掲載分では人間の姿が作中で見受けられた